# Marvin Elimbi
Marvin Adolphe Fabrice Elimbi Gilbert (Strasburgo, 20 febbraio 2003) è un calciatore francese, difensore del Gil Vicente.

## Carriera
Elimbi è cresciuto nel settore giovanile dello Strasburgo, con cui ha firmato il primo contratto professionistico nel maggio del 2021. Dopo una stagione trascorsa con la seconda squadra, il 23 giugno 2022 è stato ceduto in prestito per una stagione all'Orléans.
Il 1º luglio 2023 è passato a titolo definitivo alla Torreense dove si è imposto da subito nella formazione titolare. Ha segnato il suo primo gol in carriera il 24 agosto 2024 nell'incontro di Segunda Liga vinto 3-0 contro l'Oliveirense e cinque giorni dopo è passato a titolo definitivo al Gil Vicente, club della prima divisione portoghese.

## Statistiche

### Presenze e reti nei club
Statistiche aggiornate al 3 gennaio 2025.
| Stagione         | Squadra          | Campionato       | Campionato | Campionato | Coppe nazionali | Coppe nazionali | Coppe nazionali | Coppe continentali | Coppe continentali | Coppe continentali | Altre coppe | Altre coppe | Altre coppe | Totale | Totale |
| Stagione         | Squadra          | Comp             | Pres       | Reti       | Comp            | Pres            | Reti            | Comp               | Pres               | Reti               | Comp        | Pres        | Reti        | Pres   | Reti   |
| ---------------- | ---------------- | ---------------- | ---------- | ---------- | --------------- | --------------- | --------------- | ------------------ | ------------------ | ------------------ | ----------- | ----------- | ----------- | ------ | ------ |
| 2021-2022        | Strasburgo 2     | N3               | 14         | 0          | -               | -               | -               | -                  | -                  | -                  | -           | -           | -           | 14     | 0      |
| 2022-2023        | Orléans 2        | N3               | 2          | 0          | -               | -               | -               | -                  | -                  | -                  | -           | -           | -           | 2      | 0      |
| 2022-2023        | Orléans          | N                | 23         | 0          | CF              | 0               | 0               | -                  | -                  | -                  | -           | -           | -           | 23     | 0      |
| 2023-2024        | Torreense        | LdH              | 28         | 0          | CP+CdL          | 2+1             | 0               | -                  | -                  | -                  | -           | -           | -           | 31     | 0      |
| ago. 2024        | Torreense        | LdH              | 2          | 1          | CP+CdL          | 0               | 0               | -                  | -                  | -                  | -           | -           | -           | 2      | 1      |
| Totale Torreense | Totale Torreense | Totale Torreense | 30         | 1          |                 | 3               | 0               |                    | -                  | -                  |             | -           | -           | 33     | 1      |
| 2024-2025        | Gil Vicente      | PL               | 4          | 0          | CP+CdL          | 1+0             | 0               | -                  | -                  | -                  | -           | -           | -           | 5      | 0      |
| Totale carriera  | Totale carriera  | Totale carriera  | 73         | 1          |                 | 4               | 0               |                    | -                  | -                  |             | -           | -           | 77     | 1      |